# Duroniella brachyptera
Duroniella brachyptera är en insektsart som beskrevs av Umnov 1931. Duroniella brachyptera ingår i släktet Duroniella och familjen gräshoppor. Inga underarter finns listade i Catalogue of Life.